# マリアーノ・ルモール
マリアーノ・ルモール（イタリア語: Mariano Rumór、1915年6月16日 - 1990年1月22日）はイタリアの政治家。キリスト教民主主義所属。同国閣僚評議会議長（首相）、内務大臣をそれぞれ2期、また外務大臣を歴任した。

## 経歴
ヴィチェンツァのヴェネト出身。学校を卒業後、1946年に憲法制定会議の一員に選ばれた。当時、そこでは共和制に移行したばかりのイタリアにおけるイタリア議会の新たな道を模索していた。
1963年に内務大臣、1968年に首相に就任した。2期目の内務大臣を務めていた1973年、自称無政府主義者のジャンフランコ・ベルトーリに襲撃された。爆発により4人が死亡し、45人が負傷。ルモールは生きてその場を離れた。その後1973年~1974年に2期目の首相、首相退任後の第4次、第5次アルド・モーロ内閣で外務大臣を務めた。ベルトーリは1975年に終身刑を宣告されている。
1990年1月22日にローマで死去。74歳没。